# Michael Sziedat
Michael Sziedat (født 22. august 1952) er en tysk tidligere fodboldspiller (forsvarer).
Gennem sin 14 år lange karriere spillede Sziedat for henholdsvis Hertha Berlin (af to omgange) samt for Eintracht Frankfurt. Hos Frankfurt var han i 1981 med til at vinde DFB-Pokalen efter finalesejr på 3-1 over FC Kaiserslautern.

## Titler
DFB-Pokal
- 1981 med Eintracht Frankfurt